# Charlie Rich

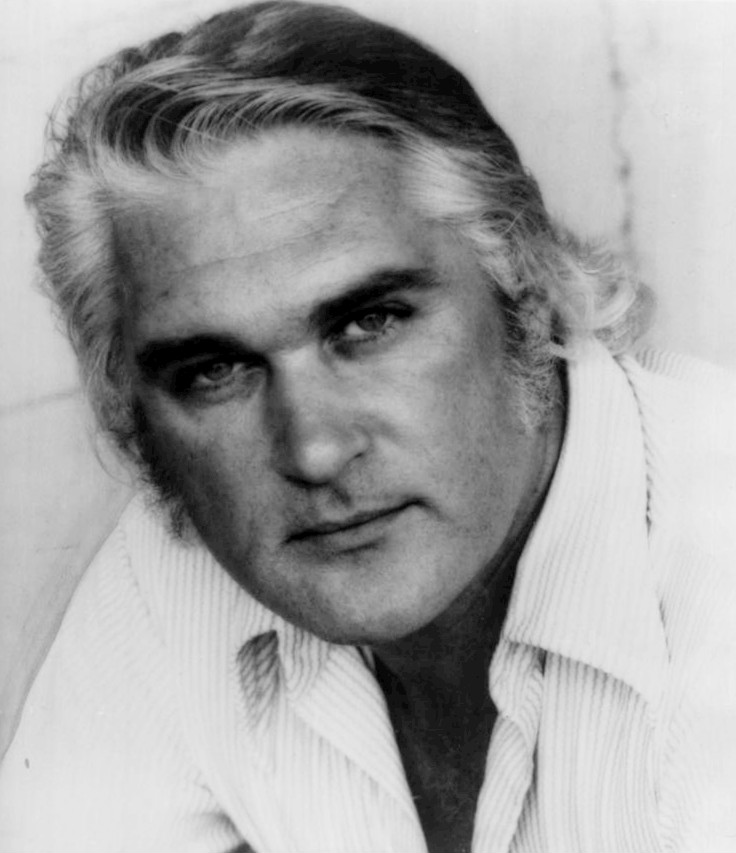
Charlie Rich (1973)

Charles Allan „Charlie“ Rich (* 14. Dezember 1932 in Forrest City, Arkansas; † 25. Juli 1995 in Hammond, Louisiana) war ein US-amerikanischer Country-Sänger.

## Leben

### Erste Schritte
Charlie Rich wurde in frühester Jugend von Jazz und Blues beeinflusst. Seine erste Band, The Velvetones, gründete er während seiner Air-Force-Zeit in Oklahoma. Leadsängerin war seine Verlobte und spätere Ehefrau, Magaret Ann. Nach seiner Militärzeit arbeitete er für Judd Phillips, den Bruder des Sun-Records-Eigentümers Sam Phillips.
Sam Phillips forderte den jungen Musiker auf, ein paar Demotapes zu produzieren, die allerdings keinen Anklang fanden. Sie waren für eine kommerzielle Verwertung zu jazzorientiert. Charlie Rich bekam ein paar alte Rock-’n’-Roll- und Country-Singles mit auf den Heimweg und wurde aufgefordert, ähnliches zu schreiben. Und er schaffte es tatsächlich. Einige seiner Lieder wurden von etablierten Stars wie Jerry Lee Lewis oder Johnny Cash interpretiert.

### Karriere
Ab 1958 begann Rich selbst Singles aufzunehmen, die bei Phillips International, einem Sub-Label von Sun, erschienen. Nach zwei erfolglosen Singles 1958 und 1959 schaffte es Lonely Weekends auf Platz 22 der US-Single-Charts zu kommen. Die nächsten Platten floppten erneut, und Charlie Rich wechselte 1963 zu Groove, einer Tochtergesellschaft von RCA. Aus dieser Zusammenarbeit resultierte sein bekanntes Lied Big Boss Man. 1965 unterschrieb Rich einen Plattenvertrag bei Smash, einem Tochterlabel von Mercury, und hatte als Einstieg den Hit Mohair Sam, der auf Platz 21 der Single-Charts kam. Aber dieser bescheidene Erfolg konnte nicht wiederholt werden. Er wechselte erneut das Label, nahm 1966 bis 1967 insgesamt drei Singles für Hi auf und landete schließlich 1967 bei Epic Records, wo er von dem einflussreichen Produzenten Billy Sherrill betreut wurde.
Bei Epic wurden einige durchaus beachtliche Platten produziert. Der Durchbruch kam 1973 mit Behind Closed Doors, das die Spitze der Country-Charts erreichte, mit Gold ausgezeichnet wurde und sogar in die Pop-Top-20 eindrang. Das Album gleichen Namens wurde mit 4-fach Platin ausgezeichnet. Rich erhielt 1974 einen Grammy für das Lied Behind Closed Doors als Best Male Country Vocal Performance. Noch übertroffen wurde dieser Erfolg mit der nächsten Single, die weltweit Spitzenplätze erreichte, eine Goldene Schallplatte erhielt und zum Klassiker wurde: The Most Beautiful Girl. 1974 sang Rich das Titellied I Feel Love aus dem Film Benji, das für den Oscar nominiert wurde.
Seine Erfolge hielten an bis Mitte der 1970er Jahre, als Rich bei der Verleihung der CMA Awards den „Entertainer of the Year“ präsentieren sollte. Sturzbetrunken zündete er vor laufenden Kameras den Umschlag mit dem Namen des Gewinners (John Denver) an. Charlie Rich war erledigt. Aber er schaffte zwei Jahre später ein Comeback und platzierte sich noch mehrfach in den Hitparaden. Seinen letzten Nummer-eins-Hit, On My Knees, produzierte er 1978 gemeinsam mit Janie Fricke. Anfang der 1980er Jahre beendete er seine Karriere.
Charlie Rich starb 1995 an einer Lungenembolie. Er war mit seinen in heiserer Stimme vorgetragenen Country-Balladen ein Jahrzehnt lang erfolgreich.

## Diskografie

### Alben
| Jahr | Titel                                                  | Höchstplatzierung, Gesamtwochen, AuszeichnungChartplatzierungen (Jahr, Titel, Platzierungen, Wochen, Auszeichnungen, Anmerkungen) | Höchstplatzierung, Gesamtwochen, AuszeichnungChartplatzierungen (Jahr, Titel, Platzierungen, Wochen, Auszeichnungen, Anmerkungen) | Höchstplatzierung, Gesamtwochen, AuszeichnungChartplatzierungen (Jahr, Titel, Platzierungen, Wochen, Auszeichnungen, Anmerkungen) | Anmerkungen |
| Jahr | Titel                                                  | UK | US | Country | Anmerkungen |
| ---- | ------------------------------------------------------ | --- | --- | --- | ----------- |
| 1970 | Boss Man                                               | — | — | Country44 (4 Wo.)Country |             |
| 1973 | Behind Closed Doors                                    | UK4 Gold · (26 Wo.)UK | US8 ×4Vierfachplatin · (105 Wo.)US                                                                                                | Country1 (100 Wo.)Country |             |
| 1973 | Tomorrow Night                                         | — | — | Country24 (12 Wo.)Country |             |
| 1974 | Charlie Rich Sings the Songs of Hank Williams & Others | — | US177 (4 Wo.)US | Country33 (5 Wo.)Country |             |
| 1974 | She Called Me Baby                                     | — | US84 (15 Wo.)US | Country10 (11 Wo.)Country |             |
| 1974 | There Won’t Be Anymore                                 | — | US36 Gold · (27 Wo.)US | Country1 (30 Wo.)Country |             |
| 1974 | Very Special Love Songs                                | UK34 (2 Wo.)UK | US24 Gold · (31 Wo.)US | Country1 (39 Wo.)Country |             |
| 1975 | Every Time You Touch Me (I Get High)                   | — | US54 (20 Wo.)US | Country1 (22 Wo.)Country |             |
| 1975 | The Silver Fox                                         | — | US25 (17 Wo.)US | Country1 (20 Wo.)Country |             |
| 1976 | Silver Linings                                         | — | US160 (6 Wo.)US | Country25 (8 Wo.)Country |             |
| 1977 | Rollin’ with the Flow                                  | — | US180 (3 Wo.)US | Country19 (12 Wo.)Country |             |
| 1977 | Take Me                                                | — | — | Country22 (9 Wo.)Country |             |
| 1980 | Once a Drifter                                         | — | — | Country52 (5 Wo.)Country |             |

Weitere Alben
| - 1960: Lonely Weekends - 1964: Charlie Rich - 1965: The Many New Sides of Charlie Rich - 1966: The Best Years - 1967: Charlie Rich Sings Country & Western - 1968: Set Me Free - 1969: The Fabulous Charlie Rich - 1970: A Time for Tears - 1970: She Loved Everybody but Me - 1974: The Memphis Sound | - 1977: So Lonesome I Could Cry - 1978: I Still Believe in Love - 1978: The Fool Strikes Again - 1979: Trio + (mit Jerry Lee Lewis und Carl Perkins) - 1979: Nobody but You - 1980: Mellow Sounds - 1982: You and I - 1984: Rich & Mellow - 1985: At the Country Store - 1992: Pictures and Paintings |

### Kompilationen
| Jahr | Titel                          | Höchstplatzierung, Gesamtwochen, AuszeichnungChartplatzierungen (Jahr, Titel, Platzierungen, Wochen, Auszeichnungen, Anmerkungen) | Höchstplatzierung, Gesamtwochen, AuszeichnungChartplatzierungen (Jahr, Titel, Platzierungen, Wochen, Auszeichnungen, Anmerkungen) | Höchstplatzierung, Gesamtwochen, AuszeichnungChartplatzierungen (Jahr, Titel, Platzierungen, Wochen, Auszeichnungen, Anmerkungen) | Anmerkungen             |
| Jahr | Titel                          | UK | US | Country | Anmerkungen             |
| ---- | ------------------------------ | --- | --- | --- | ----------------------- |
| 1972 | The Best of Charlie Rich       | — | US89 (19 Wo.)US | Country4 (40 Wo.)Country | Charteinstieg erst 1974 |
| 1974 | Fully Realized                 | — | — | Country11 (21 Wo.)Country |                         |
| 1975 | Greatest Hits                  | — | US162 (4 Wo.)US | Country14 (13 Wo.)Country | RCA                     |
| 1976 | Greatest Hits                  | — | US148 (6 Wo.)US | Country6 (17 Wo.)Country | Epic                    |
| 1976 | The World of Charlie Rich      | — | — | Country22 (7 Wo.)Country |                         |
| 1977 | Big Boss Man / My Mountain Dew | — | — | Country38 (4 Wo.)Country |                         |
| 1978 | Classic Rich                   | — | — | Country29 (14 Wo.)Country |                         |
| 1978 | Classic Rich Vol. 2            | — | — | Country29 (16 Wo.)Country |                         |

Weitere Kompilationen
| - 1966: Big Boss Man! - 1969: Lonely Weekends - 1969: A Lonely Weekend with Charlie Rich - 1973: I Do My Swingin’ at Home - 1973: Charlie Rich - 1974: There Won’t Be Anymore - 1974: Lonely Weekends - 1974: The Greatest! - 1974: Sun’s Best of Charlie Rich - 1974: The Early Years - 1974: Golden Treasures - 1975: Greatest Hits Volume 1 (mit Jerry Lee Lewis und Johnny Cash) - 1975: Too Many Teardrops - 1975: The Entertainer - 1976: Charlie Rich Favourites - 1977: The Rich Collection - 1977: The Sun Story Vol. 2 - 1978: The Original Charlie Rich - 1978: The Most Beautiful Girl | - 1981: Country Music - 1985: At the Country Store - 1985: Original Hits and Midnight Demos (2 LPs) - 1986: Don’t Put No Headstone on My Grave - 1988: I’ll Shed No Tears – The Best of the Hi Recordings - 1992: The Complete Smash Sessions - 1993: Greatest Hits - 1993: Gold - 1997: The Very Best of Charlie Rich - 1997: Feel Like Going Home: The Essential Charlie Rich (2 CDs) - 1998: Lonely Weekends: The Sun Years 1958-1962 (Box mit 3 CDs) - 1999: The Best of Charlie Rich - 1999: Groove Recordings - 1999: 16 Biggest Hits - 2000: Love Songs - 2001: The Sun Years - 2004: That’s Rich - 2005: Set Me Free / The Fabulous Charlie Rich (The Epic Recordings) - 2009: The Complete Sun Masters (Box mit 3 CDs) - 2009: Charlie Rocks |

### Singles
| Jahr | Titel Album                                                    | Höchstplatzierung, Gesamtwochen, AuszeichnungChartplatzierungen (Jahr, Titel, Album, Platzierungen, Wochen, Auszeichnungen, Anmerkungen) | Höchstplatzierung, Gesamtwochen, AuszeichnungChartplatzierungen (Jahr, Titel, Album, Platzierungen, Wochen, Auszeichnungen, Anmerkungen) | Höchstplatzierung, Gesamtwochen, AuszeichnungChartplatzierungen (Jahr, Titel, Album, Platzierungen, Wochen, Auszeichnungen, Anmerkungen) | Höchstplatzierung, Gesamtwochen, AuszeichnungChartplatzierungen (Jahr, Titel, Album, Platzierungen, Wochen, Auszeichnungen, Anmerkungen) | Anmerkungen                   |
| Jahr | Titel Album                                                    | DE | UK | US | Country | Anmerkungen                   |
| ---- | -------------------------------------------------------------- | --- | --- | --- | --- | ----------------------------- |
| 1960 | Lonely Weekends                                                | — | — | US22 (21 Wo.)US | — |                               |
| 1965 | Mohair Sam The Many New Sides of Charlie Rich                  | — | — | US21 (11 Wo.)US | — |                               |
| 1968 | Set Me Free                                                    | — | — | — | Country44 (8 Wo.)Country |                               |
| 1968 | Raggedy Ann The Fabulous Charlie Rich                          | — | — | — | Country45 (8 Wo.)Country |                               |
| 1969 | Life’s Little Ups and Downs The Fabulous Charlie Rich          | — | — | — | Country41 (11 Wo.)Country |                               |
| 1970 | July 12, 1939 The Fabulous Charlie Rich                        | — | — | US85 (4 Wo.)US | Country47 (6 Wo.)Country |                               |
| 1970 | Nice’n Easy Boss Man                                           | — | — | — | Country37 (12 Wo.)Country |                               |
| 1971 | A Woman Left Lonely The Best of Charlie Rich                   | — | — | — | Country72 (2 Wo.)Country |                               |
| 1971 | A Part of Your Life The Best of Charlie Rich                   | — | — | — | Country35 (13 Wo.)Country |                               |
| 1972 | I Take It on Home Behind Closed Doors                          | — | — | — | Country6 (17 Wo.)Country |                               |
| 1973 | Behind Closed Doors                                            | — | UK16 (10 Wo.)UK | US15 Gold · (19 Wo.)US | Country1 (20 Wo.)Country |                               |
| 1973 | The Most Beautiful Girl Behind Closed Doors                    | DE14 (23 Wo.)DE | UK2 (14 Wo.)UK | US1 Gold · (22 Wo.)US | Country1 (18 Wo.)Country |                               |
| 1973 | We Love Each Other Behind Closed Doors                         | — | UK37 (5 Wo.)UK | — | — | Charteinstieg in UK erst 1975 |
| 1974 | A Very Special Love Song Very Special Love Songs               | — | — | US11 (14 Wo.)US | Country1 (14 Wo.)Country |                               |
| 1974 | I Love My Friend The Silver Fox                                | — | — | US24 (13 Wo.)US | Country1 (15 Wo.)Country |                               |
| 1975 | My Elusive Dreams The Silver Fox                               | — | — | US49 (6 Wo.)US | Country3 (12 Wo.)Country |                               |
| 1975 | Every Time You Touch Me (I Get High) Every Time You Touch Me   | — | — | US19 (12 Wo.)US | Country3 (17 Wo.)Country |                               |
| 1975 | All Over Me Every Time You Touch Me (I Get High)               | — | — | US19 (12 Wo.)US | Country4 (14 Wo.)Country |                               |
| 1975 | Since I Fell for You Every Time You Touch Me (I Get High)      | — | — | US71 (6 Wo.)US | Country10 (13 Wo.)Country |                               |
| 1976 | America the Beautiful Greatest Hits                            | — | — | — | Country22 (10 Wo.)Country |                               |
| 1976 | Road Song                                                      | — | — | — | Country27 (9 Wo.)Country |                               |
| 1977 | Easy Look Take Me                                              | — | — | — | Country12 (13 Wo.)Country |                               |
| 1977 | Rollin’ with the Flow                                          | — | — | — | Country1 (19 Wo.)Country |                               |
| 1978 | Puttin’ in Overtime at Home I Still Believe in Love            | — | — | — | Country8 (14 Wo.)Country |                               |
| 1978 | I Still Believe in You I Still Believe in Love                 | — | — | — | Country46 (8 Wo.)Country |                               |
| 1979 | The Fool Strikes Again                                         | — | — | — | Country45 (8 Wo.)Country |                               |
| 1979 | I Lost My Head The Fool Strikes Again                          | — | — | — | Country26 (11 Wo.)Country |                               |
| 1979 | Life Goes On The Fool Strikes Again                            | — | — | — | Country84 (4 Wo.)Country |                               |
| 1979 | You’re Gonna Love Yourself in the Morning Nobody but You       | — | — | — | Country22 (13 Wo.)Country |                               |
| 1980 | I’d Build a Bridge Nobody but You                              | — | — | — | Country74 (5 Wo.)Country |                               |
| 1980 | A Man Just Don’t Know What a Woman Goes Through Once a Drifter | — | — | — | Country12 (14 Wo.)Country |                               |
| 1981 | Are We Dreamin’ the Same Dream Once a Drifter                  | — | — | — | Country26 (11 Wo.)Country |                               |
| 1981 | You Made It Beautiful –                                        | — | — | — | Country47 (7 Wo.)Country |                               |

Weitere Singles
| - 1958: Whirlwind - 1959: Rebound - 1960: On My Knees - 1960: Gonna Be Waitin’ - 1961: Just a Little Bit Sweet - 1962: There’s Another Place I Can’t Go - 1962: Sittin’ and Thinkin’ - 1963: Let Me Go My Merry Way - 1963: She Loved Everybody but Me - 1964: Nice and Easy - 1964: My Mountain Dew - 1964: Why, Oh Why - 1965: I Can’t Go On | - 1966: Nobody’s Lonesome for Me - 1966: Hawg Jaw - 1966: Love Is After Me - 1973: A Sunday Kind of Woman - 1973: The Ways of a Woman in Love - 1974: Sharif Dean - 1974: Your Place Is Here with Me (EP) - 1975: You and I - 1975: I’ve Got You Under My Skin - 1976: Why Don’t We Go Somewhere and Love - 1976: The Grass Is Always Greener - 1977: Easy Look - 1978: She Knows Just How to Touch Me - 1982: As Time Goes By (mit Ray Conniff) |

### Promosingles
| Jahr | Titel Album                                                       | Höchstplatzierung, Gesamtwochen, AuszeichnungChartplatzierungen (Jahr, Titel, Album, Platzierungen, Wochen, Auszeichnungen, Anmerkungen) | Höchstplatzierung, Gesamtwochen, AuszeichnungChartplatzierungen (Jahr, Titel, Album, Platzierungen, Wochen, Auszeichnungen, Anmerkungen) | Höchstplatzierung, Gesamtwochen, AuszeichnungChartplatzierungen (Jahr, Titel, Album, Platzierungen, Wochen, Auszeichnungen, Anmerkungen) | Höchstplatzierung, Gesamtwochen, AuszeichnungChartplatzierungen (Jahr, Titel, Album, Platzierungen, Wochen, Auszeichnungen, Anmerkungen) | Anmerkungen      |
| Jahr | Titel Album                                                       | DE | UK | US | Country | Anmerkungen      |
| ---- | ----------------------------------------------------------------- | --- | --- | --- | --- | ---------------- |
| 1970 | Who Will the Next Fool Be Lonely Weekends                         | — | — | — | Country67 (5 Wo.)Country |                  |
| 1973 | Tomorrow Night                                                    | — | — | US18 (15 Wo.)US | Country29 (11 Wo.)Country |                  |
| 1973 | There Won’t Be Anymore                                            | — | — | US18 (15 Wo.)US | Country1 (17 Wo.)Country |                  |
| 1974 | I Don’t See Me in Your Eyes Anymore There Won’t Be Anymore        | — | — | US47 (6 Wo.)US | Country1 (13 Wo.)Country |                  |
| 1974 | A Field of Yellow Daisies Very Special Love Songs                 | — | — | — | Country23 (12 Wo.)Country |                  |
| 1974 | She Called Me Baby                                                | — | — | US47 (7 Wo.)US | Country1 (15 Wo.)Country |                  |
| 1974 | Something Just Came Over Me –                                     | — | — | — | Country71 (5 Wo.)Country |                  |
| 1975 | It’s All Over Now There Won’t Be Anymore                          | — | — | — | Country23 (12 Wo.)Country |                  |
| 1975 | Now Everybody Knows –                                             | — | — | — | Country56 (7 Wo.)Country |                  |
| 1977 | My Mountain Dew Greatest Hits                                     | — | — | — | Country24 (12 Wo.)Country |                  |
| 1978 | Beautiful Woman Rollin’ with the Flow                             | — | — | — | Country10 (13 Wo.)Country |                  |
| 1978 | On My Knees Take Me                                               | — | — | — | Country1 (14 Wo.)Country | mit Janie Fricke |
| 1979 | I’ll Wake You Up When I Get Home Every Which Way but Loose O.S.T. | — | — | — | Country3 (14 Wo.)Country |                  |
| 1979 | Spanish Eyes Take Me                                              | — | — | — | Country20 (13 Wo.)Country |                  |
| 1980 | Even a Fool Would Let Go Take Me                                  | — | — | — | Country61 (7 Wo.)Country |                  |

## Auszeichnungen für Musikverkäufe
| 2× Platin-Schallplatte - Kanada - 1978: für das Album Behind Closed Doors |

Anmerkung: Auszeichnungen in Ländern aus den Charttabellen bzw. Chartboxen sind in ebendiesen zu finden.
| Land/RegionAuszeichnungen für Musikverkäufe (Land/Region, Auszeichnungen, Verkäufe, Quellen) | Gold     | Platin     | Verkäufe  | Quellen         |
| -------------------------------------------------------------------------------------------- | -------- | ---------- | --------- | --------------- |
| Kanada (MC)                                                                                  | —        | 2× Platin2 | 200.000   | musiccanada.com |
| Vereinigte Staaten (RIAA)                                                                    | 4× Gold4 | 4× Platin4 | 7.000.000 | riaa.com        |
| Vereinigtes Königreich (BPI)                                                                 | Gold1    | —          | 100.000   | bpi.co.uk       |
| Insgesamt                                                                                    | 5× Gold5 | 6× Platin6 |           |                 |